# هيومانيست (ندوة إلكترونية)
هيومانيست هي ندوة إلكترونية دولية حول حوسبة العلوم الإنسانية والعلوم الإنسانية الرقمية، في شكل قائمة بريدية إلكترونية طويلة الأجل وما يرتبط بها من أرشيف. ويتمثل الهدف الأساسي لندوة هيومانيست في توفير منتدى لمناقشة القضايا الفكرية والعلمية والتربوية والاجتماعية وتبادل المعلومات بين الأعضاء.
هيومانيست هي أيضًا كراس صادر عن تحالف المنظمات الإنسانية الرقمية (ADHO) ومكتب اتصالات العلوم الإنسانية (OHC) ومنشور تابع للمجلس الأمريكي للجمعيات العلمية (ACLS). وحتى عام 2008، بلغ عدد المشتركين 1650 مشتركًا.

## معلومات تاريخية والنطاق الحالي
تم إنشاء قائمة هيومانيست عام 1987 بواسطة ويلارد ماكارتي، ثم في جامعة تورنتو، كشبكة بريد إلكتروني Bitnet/NetNorth للأشخاص الذين يدعمون الحوسبة في مجال العلوم الإنسانية. وقد استمر ماكارتي، الذي يعمل حاليًا في كينجز كوليدج لندن، في تحرير القائمة منذ ذلك الحين.
وعلى الرغم من أن ندوة هيومانيست قد بدأت كوسيلة للتواصل بين الأشخاص المعنيين بشكل مباشر بدعم حوسبة العلوم الإنسانية، فإنها قد حققت نموًا في هذا المجال لتصبح حلقة نقاش موسعة حول طبيعة «حوسبة العلوم الإنسانية» (أو «العلوم الإنسانية الرقمية»، أو أحد النطاقات الخاصة بهذه الأسماء)، وحول شكل الحوسبة من منظور العلوم الإنسانية وشكل العلوم الإنسانية من منظور الحوسبة: تظل ندوة «هيومانيست المنتدى الذي يمكن في إطاره دراسة التكنولوجيا، المستنيرة بمخاوف التعليم الإنساني، من منظور أرضية مشتركة متعددة التخصصات».

## وصلات خارجية
- الموقع الرسمي
 at Alliance of Digital Humanities Organizations (ADHO)
- Office for Humanities Communication (OHC)
- American Council of Learned Societies (ACLS)